# 간쇼
간쇼(寛正, かんしょう)는 일본의 연호(元号) 중 하나이다.
- 전후 : 조로쿠(長禄) 이후 - 분쇼(文正) 이전.
- 시기 : 1460년 ~ 1465년
- 천황 : 고하나조노 천황, 고쓰치미카도 천황
- 쇼군 : 무로마치 막부의 아시카가 요시마사

## 개원(改元)
- 조로쿠 4년 12월 21일(율리우스력 1461년 2월 1일), 기근으로 인해 개원.
- 간쇼 7년 2월 28일(율리우스력 1466년 3월 14일), 분쇼로 개원된다.

## 출전
『공자가어(孔子家語)』의 「外寛而内正」.

## 간쇼 시기에 일어난 일
- 2년
  - 조로쿠・간세이 기근의 상황 악화로 다수의 사망자 발생. 이 혼란은 5년 후 발생한 오닌의 난의 한 원인이기도 하다.
- 5년
  - 7월 19일 : 고하나조노 천황이 고쓰치미카도 천황에게 양위. 고쓰치미카도 천황 천조(践祚).
- 6년
  - 12월 27일 : 고쓰치미카도 천황 즉위.

## 서력과의 대조표
| 간쇼 | 원년   | 2년    | 3년    | 4년    | 5년    | 6년    | 7년    |
| ---- | ------ | ------ | ------ | ------ | ------ | ------ | ------ |
| 서력 | 1460년 | 1461년 | 1462년 | 1463년 | 1464년 | 1465년 | 1466년 |
| 간지 | 경진   | 신사   | 임오   | 계미   | 갑신   | 을유   | 병술   |

## 같이 보기
- 일본의 연호 일람

| 이전 조로쿠 | 일본의 연호 1460년 ~ 1466년 | 다음 분쇼 |